# 塞爾克科塔湖
16°23′43″S 67°58′7″W / 16.39528°S 67.96861°W
塞爾克科塔湖（Sirk'i Quta），是玻利維亞的湖泊，位於該國西部拉巴斯省的佩德羅多明戈穆里略省，東面是塞爾克科柳山，長0.73公里、寬0.28公里，海拔高度約4,814米。